# Цхрацкаро
Цхрацкаро (груз. ცხრაწყარო) — село в Грузії.
За даними перепису населення 2014 року в селі проживає 1472 особи.